# Richard Macaulay
Pour les articles homonymes, voir Macaulay.
Richard Macaulay est un scénariste américain né le 18 août 1909 à Chicago,Illinois (États-Unis), décédé le 18 septembre 1969 à Los Angeles (États-Unis).

## Filmographie
- 1936 : Earthworm Tractors de Ray Enright
- 1937 : La Revue du collège (Varsity Show) de William Keighley
- 1937 : Hollywood Hotel de Busby Berkeley
- 1938 : Garden of the Moon de Busby Berkeley
- 1938 : Les Cadets de Virginie (Brother Rat) de William Keighley
- 1938 : Une enfant terrible (Hard to Get) de Ray Enright
- 1939 : The Kid from Kokomo (en) de Lewis Seiler
- 1939 : Fausses Notes (Naughty But Nice) de Ray Enright
- 1939 : Sur les pointes de Ray Enright
- 1939 : Les Fantastiques Années 20 (The Roaring Twenties) de Raoul Walsh
- 1940 : Brother Rat and a Baby de Ray Enright
- 1940 : Three Cheers for the Irish de Lloyd Bacon
- 1940 : Torrid Zone de William Keighley
- 1940 : L'Étrange Aventure (Brother Orchid) de Lloyd Bacon
- 1940 : Une femme dangereuse (They Drive by Night) de Raoul Walsh
- 1941 : Million Dollar Baby de Curtis Bernhardt
- 1941 : Out of the Fog d'Anatole Litvak
- 1941 : L'Entraîneuse fatale (Manpower) de Raoul Walsh
- 1941 : Nuits joyeuses à Honolulu (Navy Blues) de Lloyd Bacon
- 1942 : Les Chevaliers du ciel (Captains of the Clouds) de Michael Curtiz
- 1942 : Griffes jaunes (Across the Pacific) de John Huston
- 1942 : Wings for the Eagle de Lloyd Bacon
- 1943 : Hello Frisco, Hello de H. Bruce Humberstone
- 1944 : Tampico, de Lothar Mendes
- 1946 : L'Esclave du souvenir (Young Widow) d'Edwin L. Marin
- 1947 : Né pour tuer (Born to Kill) de Robert Wise